# James Mann (5e comte Cornwallis)
Ne doit pas être confondu avec James Mann (journaliste).
James Mann, 5e comte Cornwallis (20 septembre 1778 - 21 mai 1852), connu sous les noms de James Cornwallis jusqu'en 1814 et de James Mann entre 1814 et 1823 et titré vicomte Brome entre 1823 et 1824, est un pair britannique et un homme politique conservateur.

## Biographie
Né James Cornwallis, il est le seul fils du très révérend James Cornwallis (4e comte Cornwallis), évêque de Lichfield et Coventry, de Catherine, troisième fille de Galfridus Mann, de Boughton Place, de Boughton Malherbe, Kent, et sœur de Sir Horatio Mann (2e baronnet). Charles Cornwallis, 1er marquis Cornwallis et William Cornwallis sont ses oncles. Il fait ses études au Collège d'Eton et au St John's College, à Cambridge  où il obtient sa maîtrise en 1798 .
Il est élu au Parlement en tant que l'un des deux représentants de la circonscription d'Eye en 1798 (aux côtés de son oncle Sir William Cornwallis), poste qu'il occupe jusqu'en novembre 1806. Il est réélu pour la même circonscription en janvier 1807, mais cette fois, il n'occupe son poste que jusqu'en mai de la même année ,. Après avoir succédé à son oncle maternel en 1814, il prend sous licence royale le nom de famille de Mann au lieu de Cornwallis. Il est connu par le titre de courtoisie de vicomte Brome en 1823 après que son père ait accédé au comté de Cornwallis. L'année suivante, il devient comte et siège à la Chambre des lords .

## Famille
Lord Cornwallis s'est marié trois fois. Il épouse d'abord Maria Isabella, fille de Francis Dickens, en 1804. Après la mort de sa première femme, il épouse Laura, fille de William Hayes, en 1829. Après la mort de sa deuxième épouse, il épouse en troisièmes noces Julia, fille de Thomas Bacon de Redlands House à Reading dans le Berkshire, en 1842. Elle est la nièce de l'industriel Anthony Bushby Bacon (en) et la tante de l'amiral Reginald Bacon (en). Il a des enfants des premier et troisième mariages. Lord Cornwallis décède en mai 1852, à l'âge de 73 ans. Son fils unique étant décédé célibataire à l'âge de 22 ans, les titres ont par conséquent disparu à sa mort.
Lady Jemima Isabella, fille de Cornwallis issue de son premier mariage, épouse Charles Wykeham Martin. Leur fils Fiennes prend le nom de famille Cornwallis au lieu de son nom de famille, conformément au testament de Caroline Cornwallis (en). Le titre de Cornwallis est relancé en 1927 lorsque le fils et homonyme de Fiennes, Fiennes Cornwallis, devient baron Cornwallis .